# Odozana floccosa
Odozana floccosa là một loài bướm đêm thuộc phân họ Arctiinae, họ Erebidae.